# 蹠骨
蹠骨為足部的一個長骨群，共有五塊，位於中後足的跗骨與腳趾的趾骨之間，蹠骨沒有個別命名，而是從內側（大姆趾側）到外側以數字依次命名為第一蹠骨、第二蹠骨、第三蹠骨、第四蹠骨、第五蹠骨。足部的蹠骨類似於手的掌骨。人類蹠骨長度按降序排列為：第二、第三、第四、第五、第一蹠骨。

## 結構
五塊蹠骨皆為背側呈現凹面的長骨，各包含有骨幹、基部（近端）、頭部（遠端）等部位。
- 骨幹呈稜柱狀，從跗骨端到趾骨端逐漸變細，且為縱向彎曲，下方有凹面，而上方略顯凸面。
- 基部為楔形，近端連結跗骨關節面，側面與其他蹠骨相鄰，足背面和足底面較粗糙，用於韌帶附著。
- 頭部有凸面的關節面，為由上而下的橢圓形，下比上延伸得遠，側面扁平，每個側面都有一個凹陷在結節之上，用於韌帶附著，足底面有一條前後走向的溝，供屈肌肌腱通過[3]。

在生長過程中，生長板位於各個蹠骨的遠端部位，只有第一蹠骨是位於近端，但是第一蹠骨遠端出現副生長板也相當普遍。

### 關節

右足骨骼足背面。黃色為蹠骨。（拉丁文）

每個蹠骨基部與一個或多個跗骨形成跗蹠關節。每個蹠骨頭部與近端趾骨形成蹠趾關節。相鄰的蹠骨基部之間則形成蹠間關節。
- 第一蹠骨與第一楔骨和一小部分的第二楔骨形成關節。
- 第二蹠骨與全部三個楔骨形成關節。
- 第三蹠骨與第三楔骨形成關節。
- 第四蹠骨與第三楔骨和骰骨（英语：Cuboid bone）形成關節。
- 第五蹠骨與骰骨形成關節[5]。

### 肌肉附著
| 肌肉             | 方位 | 附著位置             |
| 脛骨前肌         | 終點 | 第一蹠骨基部         |
| 腓骨第三肌       | 終點 | 第五蹠骨基部背側     |
| 腓骨長肌         | 終點 | 第一蹠骨的結節       |
| 腓骨短肌         | 終點 | 第五蹠骨的結節       |
| 內收拇趾肌的橫頭 | 起點 | 深蹠骨橫韌帶         |
| 屈小趾短肌       | 起點 | 第五蹠骨基部         |
| 骨間蹠側肌       | 起點 | 第三、四、五蹠骨內側 |
| 骨間足背肌       | 起點 | 第一至五蹠骨         |

## 臨床意義

### 損傷

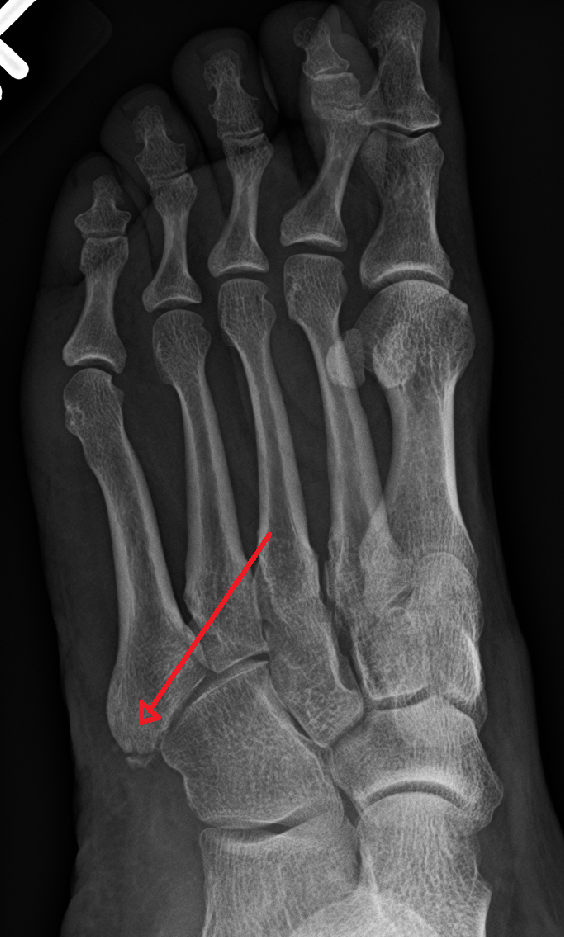
第五蹠骨基部骨折

足球運動員常斷裂蹠骨，這些病例可歸因於現代足球鞋的輕質設計，對足部的保護較少。2010年部分足球運動員開始嘗試一種新襪子，裝有橡膠矽膠墊，為足頂部提供保護。疲勞性骨折被認為約佔運動傷害病例的16％，這種骨折最常見於蹠骨，傳統上與部隊徵募新兵長途跋涉有關，所以有時也稱為行軍骨折。第二和第三蹠骨在行走間是固定的，因此是常見的受傷部位。行走過程中如果足部過度旋前，第五蹠骨可能會骨折。
可使用安全鞋作為保護以避免傷害，安全鞋有內建的或可拆式的護蹠骨裝置（如下圖）。

## 圖集

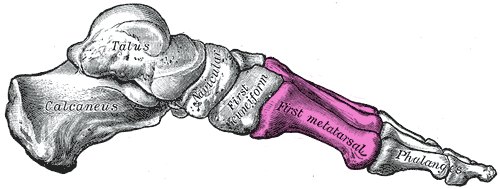
左足骨骼內側面
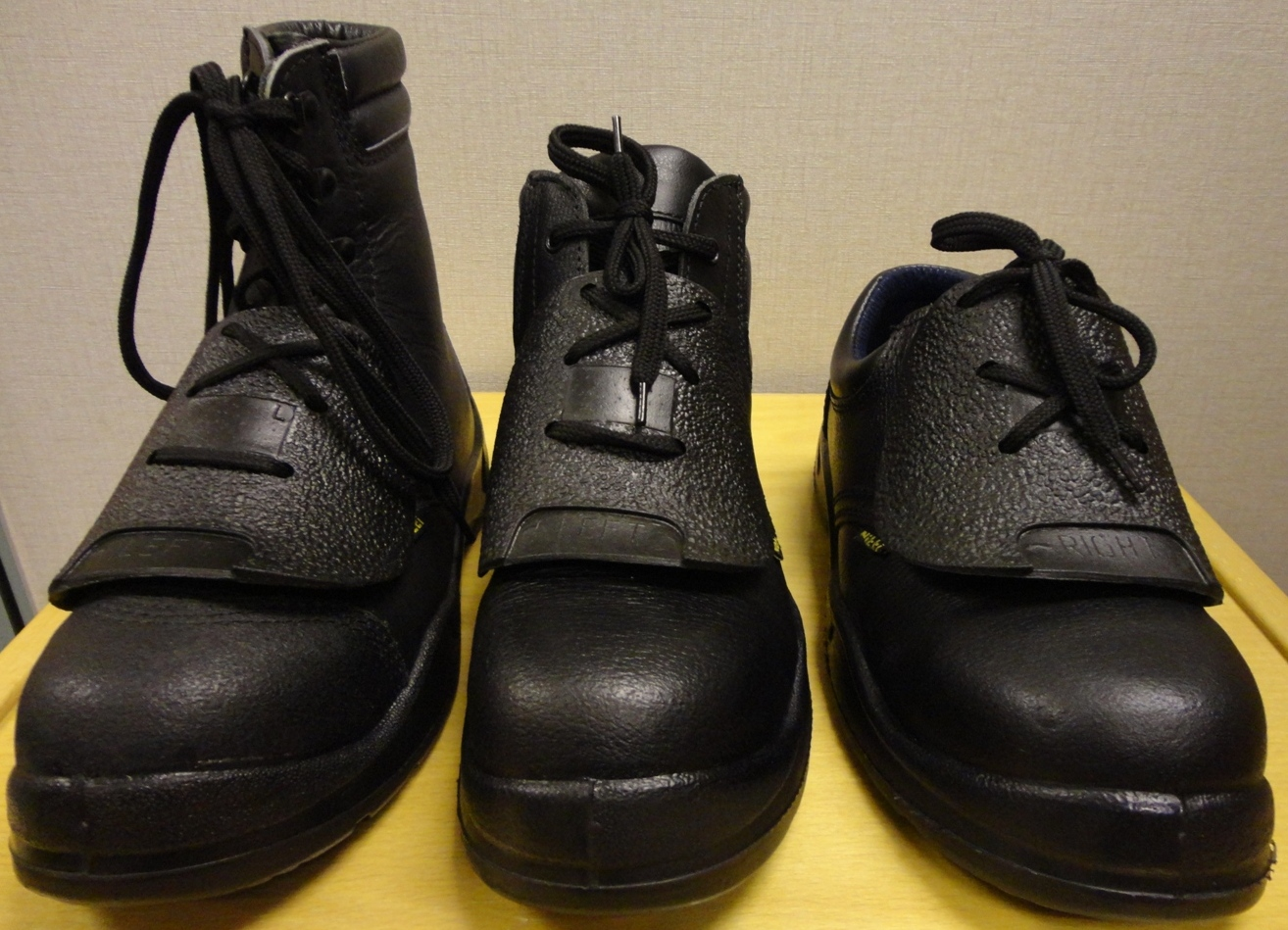
可拆式護蹠骨安全鞋
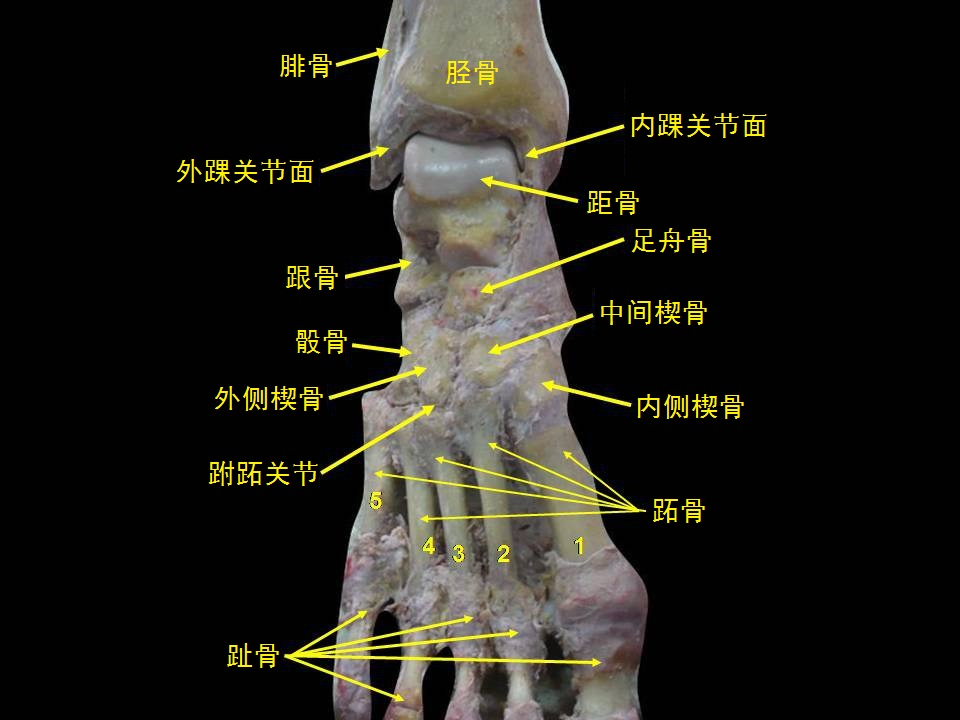
踝關節與跗蹠關節的深部解剖照片
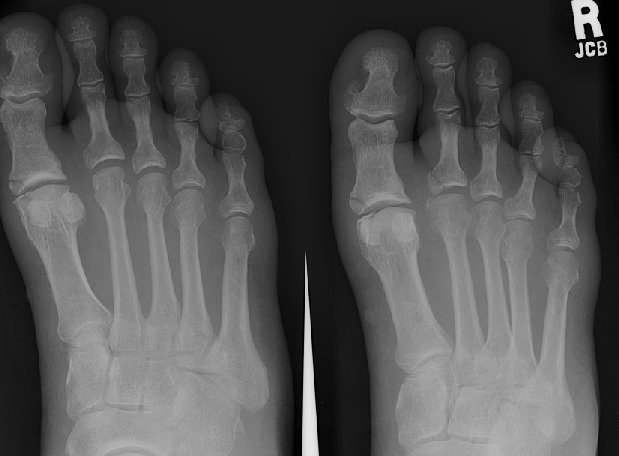
足部X光影像
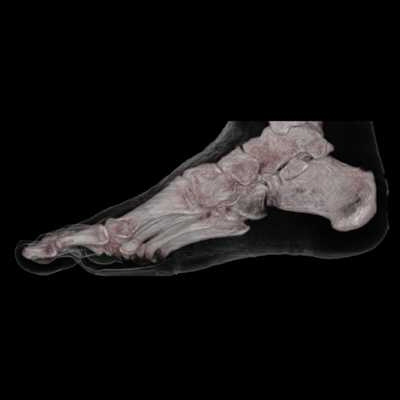
足部X射線電腦斷層掃描三維重組影像
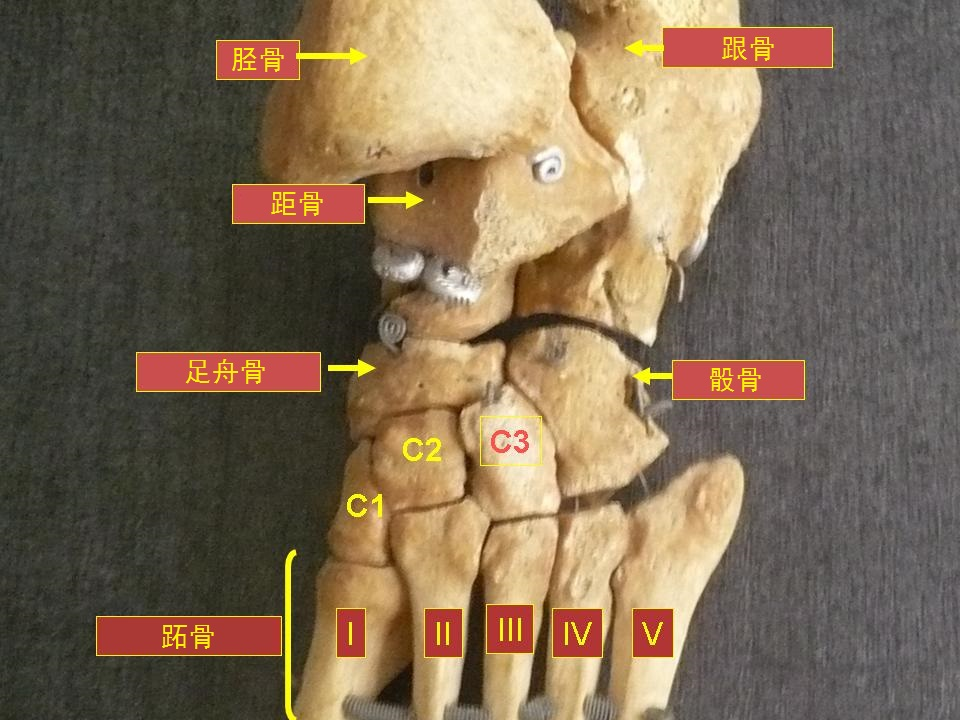
跗骨與蹠骨
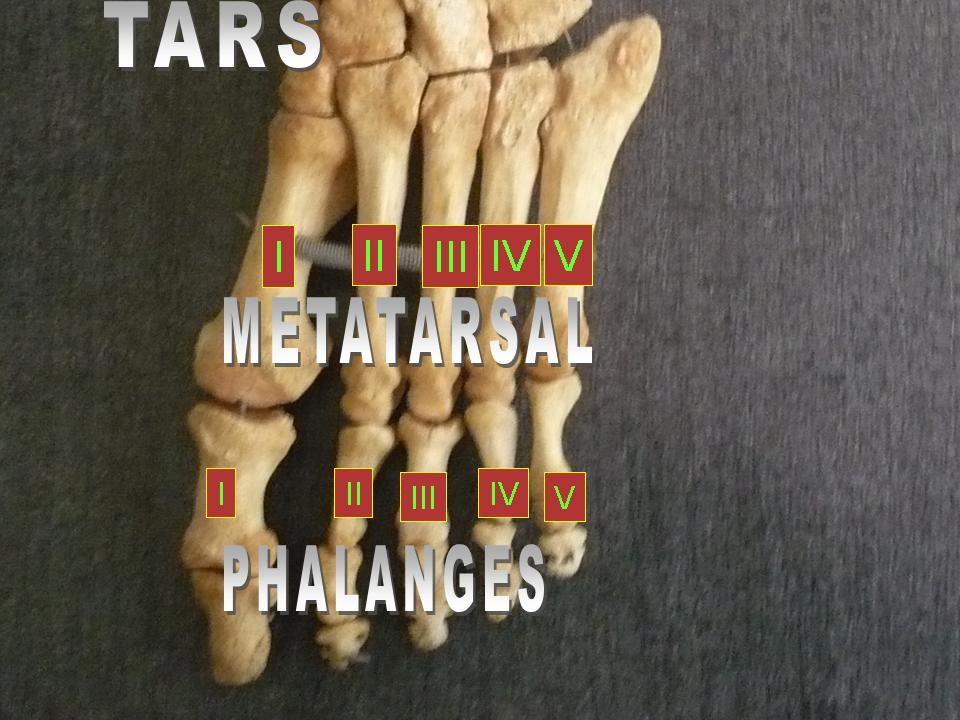
蹠骨與趾骨
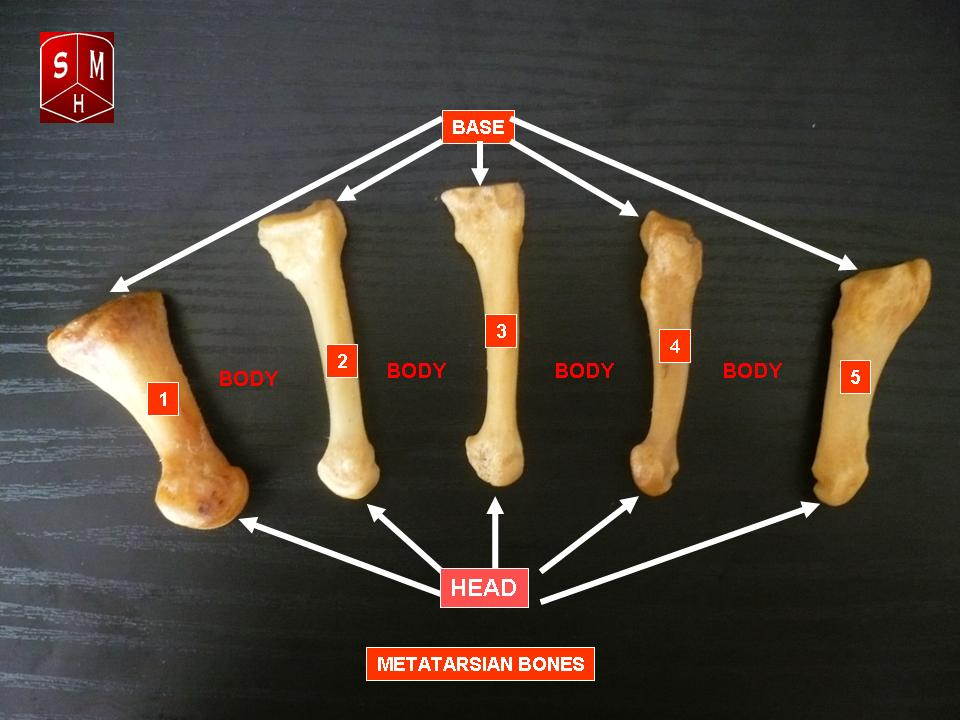
蹠骨的基部、骨幹、頭部